# Eleccions legislatives gregues de 1981
Les eleccions legislatives gregues de 1981 se celebraren el 18 d'octubre de 1981. El partit més votat fou el PASOK, i el seu cap Andreas Papandreou, va formar govern.

## Resultats
| Moviment Socialista Panhel·lènic (PASOK)                                                 | Andreas Papandreou | 2,726,309   | 48,07%    |        | 172 |     |  |
| Nova Democràcia (ND)                                                                     | George Rallis      | 2,034,496   | 35,87%    |        | 115 |     |  |
| Partit Comunista de Grècia                                                               | Charilaos Florakis | 620,302     | 10,93%    |        | 13  |     |  |
| Partit Progressista                                                                      | Spiros Markezinis  | 95,799      | 1,68%     |        | -   |     |  |
| Partit Comunista de Grècia (Interior)                                                    | Leonidas Kyrkos    | 76,404      | 1,34%     |        | -   |     |  |
| Partit del Socialisme Democràtic (ΚΟΔΗΣΟ) – KAE                                          |                    | 40,126      | 0,71%     |        | -   |     |  |
| Unió del Centre Democràtic                                                               | Ioannis Zidgis     | 23,064      | 0,40%     |        | -   |     |  |
| Partit Liberal                                                                           |                    | 20,645      | 0,36%     |        | -   |     |  |
| Demòcrates Cristians                                                                     |                    | 8,638       | 0,15%     |        | -   |     |  |
| Moviment per a l'Esquerra Revolucionària                                                 |                    | 6,595       | 0,11%     |        | -   |     |  |
| Moviment Comunista Revolucionari de Grècia (EKKE)                                        |                    | 4,700       | 0,07%     |        | -   |     |  |
| EDE - Trotskistes                                                                        |                    | 1,646       | 0,02%     |        | -   |     |  |
| DKE                                                                                      |                    | 1,100       | 0,01%     |        | -   |     |  |
| Altres                                                                                   |                    | 10,534      | 0,35%     |        | -   |     |  |
| Vots vàlids                                                                              | Vots vàlids        | Vots vàlids | 5,671,057 | 100.00 |     | 300 |  |
| Vots nuls                                                                                | Vots nuls          | Vots nuls   | 82,421    |        |     |     |  |
| Total                                                                                    | Total              | Total       | (%)       |        |     |     |  |
| Fonts: Web del Ministeri d'Interior Grec; "Arxius de Constantinos Karamanlis" [Vol. 12A] |                    |             |           |        |     |     |  |